# 戴高乐大桥
45°42′7″N 73°30′32″W / 45.70194°N 73.50889°W
戴高乐大桥（法語：Pont Charles de Gaulle）是一座跨越草原河的桥，连接魁北克省蒙特利尔的东端和沙勒马涅市附近的拉诺迪耶尔区。这座桥的名称取自法国总统夏爾·戴高樂，他于1967年以“自由魁北克万岁！”演讲掀起1960年代的魁北克主权运动，大桥也在同一年建立。
戴高乐大桥属于魁北克40号高速公路，只有它和勒加德尔大桥连接蒙特利尔和圣母街的勒庞蒂尼-沙勒马涅地区。由于它是通往蒙特利尔市区最快捷的路线，它在交通高峰时期往往非常拥挤，车流量在早上可堵到勒庞蒂尼，在下午可向东严重阻塞。戴高乐大桥也是连接蒙特利尔、三河城和魁北克市最快捷的路途，其中后两座城市都在聖老楞佐河的北岸上。
戴高乐大桥有六条车道，每个方向有三条。A-40东面的六车道部分延伸到魁北克640号高速公路交叉口。